# Lo strano appuntamento
Lo strano appuntamento è l'undicesimo racconto e quindicesimo album della serie a fumetti dedicata a Blake e Mortimer, scritto da Jean Van Hamme e disegnato da Ted Benoit, basato sui personaggi creati da Edgar P. Jacobs. 
Dopo l'uscita de L'affare Francis Blake nel 1996, Jean Van Hamme e Ted Benoit iniziarono a lavorare ad un nuovo album che impiegheranno cinque anni per produrre. L'avventura venne pre-pubblicata nel settimanale Télérama a partire dal 20 giugno 2001, per poi essere pubblicata in album il 29 settembre 2001 con le Editions Blake et Mortimer. La storia è stata tradotta in più di sei lingue. 
Questa volta, i due autori decisero di creare una storia di fantascienza sociologica come piaceva a Jacobs. Posero la loro storia per la prima volta negli Stati Uniti, negli anni '50, durante un periodo in cui i fenomeni relativi agli UFO e agli extraterrestri erano molto frequenti.

## Trama
17 ottobre 1777, guerra di indipendenza americana. L'ufficiale scozzese maggiore Lachlan Macquarrie scompare in un misterioso raggio di luce proveniente dal cielo intorno alle montagne di Adirondack. 177 anni dopo, nel 1954, il suo corpo ancora in uniforme d'epoca viene trovato nel Colorado, Stati Uniti. Il dottor Walter Kaufman del Centro di Studi Spaziali scopre che questo ufficiale è un antenato del professor Philip Mortimer, invitandolo negli USA per questo motivo a identificare il corpo. Anche il capitano dell'MI5 Francis Blake è diretto negli Stati Uniti, a Washington, per un incontro di routine con l'FBI. I due amici si separano all'aeroporto di New York: Mortimer vola in Kansas con il dottor Cheng, assistente del dottor Kaufman; Blake prende un autobus per Washington. Ma il capitano non è solo: è infatti seguito da due uomini muniti di strani occhiali che, alla prima occasione, tentano invano di ucciderlo, ma Blake riesce a fuggire in auto. 
Al Centro di Studi Spaziali, Mortimer identifica con certezza il cadavere usando dei documenti di famiglia. Il dottor Kaufman lo informa che Macquarrie è morto di soffocamento solo pochi minuti prima del ritrovamento del suo corpo e gli mostra una serie di oggetti trovati su di lui: un'imbracatura incisa con iscrizioni misteriose (Re giallo - 8061 - pericolo - luce - plutoniano - H - i pioppi - temple 1954), uno strano paio di occhiali che permettono di vedere al buio, e un lancia-raggi (laser) che fa perdere conoscenza a qualsiasi soggetto colpito in testa. Mentre i due uomini escono per cena e discutono di fenomeni UFO, il dottor Cheng avverte qualcuno al telefono che il professore è in possesso del lancia-raggi. Nel cuore della notte, un uomo si intrufola nella camera d'albergo di Mortimer mentre questi dorme, cercando il misterioso oggetto. Ma l'uomo viene scoperto dal professore, finendo per cadere dal quarto piano nel tentativo di scappare dalla scala antincendio. Quando Mortimer si avvicina al cadavere, scopre che si tratta di un umanoide verdastro con indosso una maschera da essere umano. Avvertito prestamente, il dottor Kaufman manda una squadra a recuperare il cadavere, mentre Mortimer prova a riaddormentarsi. 
L'indomani, il dottor Kaufman elenca a Mortimer tutte le differenze morfologiche e fisiologiche scoperte dalla sua squadra sul misterioso essere. Il professore è convinto che l'individuo fosse venuto a recuperare il lancia-raggi, sospettando del dottor Cheng, ma Kaufman gli assicura l'onestà del suo assistente. Il giorno seguente, dopo aver analizzato il raggio con uno spettroscopio, Mortimer sorprende Cheng nell'atto di rubare il lancia-raggi, scoprendo che anche lui è un umanoide come quello dell'albergo. Cheng fugge in macchina inseguito da Mortimer, ma l'inseguimento viene brutalmente interrotto da un tornado, che li scaraventa in un arroyo. Mortimer riesce a sopravvivere, a differenza di Cheng, che muore schiacciato a seguito del crollo di un ponte di legno. Il professore raggiunge la strada fermando una macchina con due uomini con un paio di quei bizzarri occhiali che il professore aveva già avuto modo di vedere. Senza possibilità di reagire, Mortimer viene colpito dal temibile raggio, perdendo conoscenza. 
Al risveglio, Mortimer si ritrova imprigionato in cella. A questo punto compare il colonnello Olrik con indosso l'uniforme dell'"impero giallo", mentre due soldati lo scortano da Basam-Damdu, l'imperatore presunto morto che Mortimer aveva sconfitto ne "Il segreto dell'Espadon". Basam-Damdu lo condanna a morte, per poi sparire in un raggio di luce, grazie all'aiuto di un altro umanoide, il dottor Z'ong. Il dottor Z'ong dice a Mortimer di non essere un alieno, ma uno dei tanti discendenti degli uomini, proveniente dal LXXXI secolo. I conflitti atomici del XXI secolo hanno provocato la distruzione della Terra, causando mutazioni genetiche nei suoi abitanti. I sopravvissuti hanno così sviluppato una nuova scienza che li ha portati a scoprire i viaggi nel tempo grazie agli studi sulla luce. Perciò, hanno deciso di colonizzare la Terra e la popolazione del XX e XXI secolo, responsabile di tutti i loro mali, guidati da Basam-Damdu. 
Olrik termina la discussione e porta fuori Mortimer per ucciderlo. Il professore viene gettato vivo sul fondo di un lago, legato a una pesante zavorra di ghisa. Sembra che non ci sia scampo per Mortimer, ma giusto in tempo due sommozzatori lo salvano portandolo in una grotta. Qui trova il suo amico Blake accompagnato da una squadra dell'FBI guidata da John Calloway e dalla sua assistente Jessie Wingo. Blake rivela di essersi recato negli Stati Uniti su richiesta dell'FBI a seguito di un avvistamento di Olrik sul suolo americano. Mortimer racconta tutta la storia agli agenti, al termine della quale si decide di invadere la base di Olrik, situata in una stazione idroelettrica in disuso. Ma una volta dentro, l'intera base è stata svuotata e trasportata fuori tramite dei camion grazie a un passaggio segreto. 
Il giorno seguente, tutti i protagonisti si riuniscono al Centro di Studi Spaziali. Con gli elementi in loro possesso e l'arrivo inaspettato del dottor Jeronimo Ramirez, fisico del Los Alamos National Laboratory, capiscono che il piano dei gialli e degli “Uomini del futuro” è quello di rubare le bombe H che l'esercito avrebbe trasferito dal Nuovo Messico al Nevada, nella notte tra il 16 e il 17 ottobre. Quella notte, mentre passa il convoglio militare, i nostri eroi fermano l'imboscata degli uomini di Olrik e Blake riesce a distruggere la macchina del tempo con dentro il dottor Z’ong. Ma Olrik riesce a impadronirsi di un camion contenente una bomba nucleare, riuscendo a fuggire. Ma grazie a una scorciatoia conosciuta da Jessie, Blake, Mortimer e gli altri raggiungono Olrik, bloccandogli la strada sulla diga di Hoover. Olrik, disperato e ormai in trappola, attiva la bomba, mettendo a rischio la vita di milioni di americani. Ma Mortimer riesce facilmente a disattivare la bomba tagliando tutti i fili. 
In Scozia, al maggiore Lachlan Macquarrie viene finalmente data una degna e onorifica sepoltura, venendo persino insignito della Victoria Cross per atti di eccezionale eroismo. Infine, il capo di gabinetto del Primo Ministro riferisce a Blake e Mortimer che il racconto della loro avventura è stato inviato a tutti i capi di Stato, sperando che serva da avvertimento contro la sfrenata corsa agli armamenti nucleari, che prospetterebbe un terribile futuro.

## Luoghi

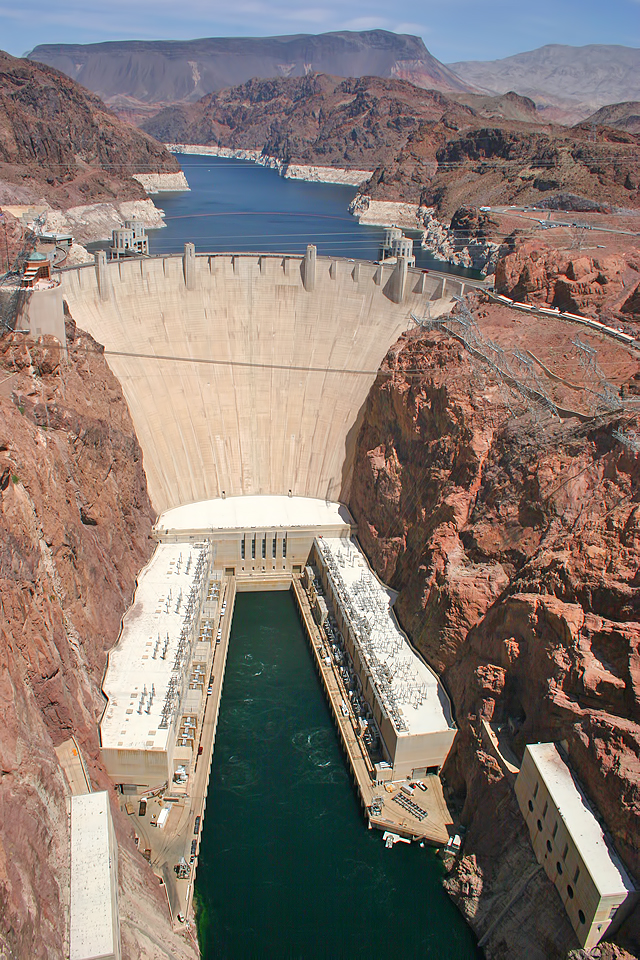
La diga di Hoover.

L'avventura si svolge esclusivamente negli Stati Uniti, ad eccezione dell'epilogo, ambientato in un cimitero scozzese. 

## Storia editoriale
Dopo il successo de L'affare Francis Blake del 1996, che aumentò anche le vendite degli album precedenti, le edizioni Dargaud commissionarono al duo Jean Van Hamme e Ted Benoit la produzione di un nuovo album , . I due autori vollero questa volta mettere in scena una storia a tema fantascientifico sociologica come Il segreto dell'Espadon. Ma, a differenza diJacobs, non poterono più prevedere il futuro prossimo degli anni '50, il periodo d'azione, in quanto scrissero la sceneggiatura negli anni '90. Jean Van Hamme decise quindi di prendere in considerazione un tema che Jacobs aveva iniziato a sviluppare ne L'enigma di Atlantide: gli oggetti volanti non identificati (UFO). Ted Benoit scelse di localizzare l'avventura nelle Grandi Pianure del centro degli Stati Uniti e non nelle grandi città. Perciò viaggiò attraverso diversi stati americani situati in questa regione: Arizona, New Mexico, Kansas, Nebraska, Wyoming e Montana. È anche a seguito di questo viaggio che Ted Benoit consiglierà a Jean Van Hamme di inserire nella storia un tornado per drammatizzare la scena dell'inseguimento. 
Ma Ted Benoit, meticoloso come Jacobs, disegnava molto lentamente. Tuttavia, Dargaud si trovava in difficoltà dopo aver perso i diritti sulla serie Asterix, dopo un lungo processo con Albert Uderzo, perciò contava fortemente sulla ripresa di Blake e Mortimer. Alla fine del 1997, l'editore era alla ricerca di un disegnatore per supportare Ted Benoit, ma alla fine, all'inizio del 1998, decise di formare una seconda squadra di autori per poter pubblicare album più regolarmente. Pertanto, Yves Sente e André Juillard prodssero La macchinazione Voronov, che venne pubblicato l'11 gennaio 2000,. Ted Benoit impiegherà ben cinque anni per completare l'album.

## Analisi

### Visione degli Stati Uniti
L'inizio dell'avventura è ambientato durante la guerra d'indipendenza americana, in particolare, subito dopo la battaglia di Saratoga dell'ottobre 1777. L'ufficiale britannico Lachlan Macquarie esisteva davvero e partecipò alla Guerra d'indipendenza americana. Ma a differenza del fumetto in cui viene rappresentato come disertore, il vero Macquarie ebbe una buona carriera e raggiunse il grado di generale. Nel XIX secolo, fu persino governatore del Nuovo Galles del Sud, uno degli stati australiani  . 
La storia evoca anche la corsa agli armamenti nucleari, attraverso il trasferimento di bombe H dal famoso laboratorio nazionale di Los Alamos a una base militare segreta. 
Negli anni '50, negli Stati Uniti, il numero di testimonianze sugli UFO fu molto frequente. Durante la discussione tra Mortimer e Kaufman, i due personaggi citano eventi realmente accaduti considerati da alcuni come extraterrestri: i dirigibili fantasma visti sopra le città americane intorno al 1897, il disco d'argento visto sui Grandi Laghi nel 1870, il fenomeno celeste di Norimberga nel 1561, lo spettacolo celeste di Basilea nel 1566, la testimonianza di un manoscritto dell'abbazia di Saint-Laurent di Ampleforth e il caso di George Adamski che affermò di essere stato rapito dagli extraterrestri. 
Una scena mostra inoltre un'assemblea di alti funzionari con una figura al centro che ricorda Dwight Eisenhower, l'allora presidente degli Stati Uniti . 

### Riferimenti
Jean Van Hamme e Ted Benoit fecero riferimento a numerosi album precedenti di Jacobs. Ad esempio, riportarono diversii personaggi dell'album Il segreto dell'Espadon: l'imperatore "giallo" Basam-Damdu, salvato appena in tempo dalla distruzione del suo palazzo a Lhasa dagli "Uomini del futuro", i suoi soldati e il colonnello Olrik che riacquista la sua posizione nell'esercito giallo. Il tema del viaggio nel tempo era già stato al centro dell'album La trappola diabolica, come per quello dei dischi volanti, era apparso in L'enigma di Atlantide. Mortimer accenna anche all'onda Mega e al dottor Jonathan Septimus, già conosciuti ne Il Marchio giallo. 
Ted Benoit inserì inoltre il suo western preferito, Terra lontana di Anthony Mann, uscito nel 1954 con James Stewart, mostrandolo nel poster di un cinema. 
È però presente un anacronismo: l'avventura si svolge nel 1954, però viene menzionato Caronte, il satellite di Plutone, scoperto solo nel 1978. Un altro errore si trova quando viene menzionato l'astronomo Wilhelm Tempel del XIV secolo, scopritore di una cometa che porta il suo nome, che in realtà visse nel XIX secolo.